# Voertaal (website)
Voertaal is een nieuwswebsite in het Afrikaans en het Nederlands. De website richt zich op nieuws uit het hele Nederlandse taalgebied, waaronder Nederland, Vlaanderen, Zuid-Afrika, Namibië, Suriname, de Antillen en de diaspora. Het doel van de website is om de uitwisseling tussen deze landen op basis van hun gezamenlijke voertaal te bevorderen.
De website heeft een populairwetenschappelijk deel, waarin met lezers over het Afrikaans en het Nederlands wordt gesproken, en een nieuwsdeel, waar nieuws over cultuur, politiek, economie, geschiedenis wordt gebracht.
De website is in 2018 opgericht door LitNet en de Stichting Zuid-Afrikahuis Nederland. De website heeft journalisten uit Nederland, Vlaanderen en Zuid-Afrika in dienst. Hoofdredacteur is Etienne van Heerden, die ook hoofdredacteur van LitNet is.
De website is opgericht in reactie op het inkrimpen van het tijdschrift Zuid-Afrika Spectrum, dat al sinds 1904 onder verschillende titels bestaat. Het blad was tussen 1909 en 2017 een maandblad, maar verschijnt sinds 2018 nog maar een keer per kwartaal.
De lijfspreuk van Voertaal luidt: Afrikaans, Nederlands, gewoon voor iedereen.